# بوزويل: مواطن العالم، رجل الأدب
بوزويل: مواطن العالم، رجل الآداب عبارة عن مختارات من المقالات العلمية صدرت عام 1995 عن كاتب السيرة الذاتية وكاتب اليوميات الاسكتلندي جيمس بوزويل، حررها إيرما سبريتز لوستيغ.

## ملخص
يحتوي الكتاب على اثنتي عشرة مقالة عن حياة جيمس بوزويل وعمله، مقسمة إلى ستة مقالات عن بوزويل والتنوير، وخمس مقالات عن حياة جونسون لبوزويل، ومقال ملحق به رسوم بيانية يقدم إحصاءً جديدًا لاجتماعات بوزويل مع صموئيل. جونسون.

## استقبال
تلقى «بوزويل: مواطن العالم، رجل الأدب» مراجعات إيجابية من الأكاديميين.
كتب روبرت فولكينفليك في دورية دراسات القرن الثامن عشر [الإنجليزية] الأكاديمية أن «مجلد إيرما لوستيغ يحمل عنوانًا يقسمه إلى «مواطن العالم» و«رجل الأدب». قد تبدو فكرة بوزويل باعتباره «مواطن العالم» (عبارته الخاصة) موسعة، نظرًا لاقتصاره على أوروبا، ووجهات نظره حول العبودية، من بين أمور أخرى، لكن التقسيم الفعلي للمقالات يحول ذلك إلى روابط بوزويل مع التنوير. في الجزء الأول وحياة جونسون في الجزء الثاني.»
نشر كولبي إتش. كولمان، وهو يراجع الكتاب في دورية ألبيون [الإنجليزية] المحكمة، مُشيدًا بالكتاب: «يظهر بوزويل فردًا مُعقدًا عندما تُستكشف العديد من المفارقات الساخرة، والمواقف الجدلية، وطرق الرؤية المتعددة فيما يتعلق بملاحظات بوزويل حول الحياة، والتحليل الذاتي الذي لا ينتهي، وممارسة السيرة الذاتية، تساعد الشكوك التي غالبًا ما تهيمن على محاولات «القراءات» لكتابه «حياة جونسون» في جعل أعماله الفنية تبدو معاصرة للسير الذاتية العظيمة في القرن العشرين.... مجموعة لوستيغ. من المقالات تدعم بنجاح الادعاءات القائلة بأن حياة بوزويل عن جونسون هي أكثر من مجرد ذكرى، باعتبارها فنًا واعيًا، فهي إبداع نبيل تطور من جيمس بوزويل الذي كان مواطنًا عالميًا، ورجلًا أديبًا، ونتاجًا لعصر التنوير.».
كتب ريتشارد ب. شير، مع الأخذ في الاعتبار الاتجاهات في منحة بوزويل، دورية ألبيون [الإنجليزية] المحكمة، أنه «يمكن رسم ظهور جيمس بوزويل موضوعًا تاريخيًا في حد ذاته من خلال تطور المجلدات متعددة المؤلفين المنشورة على مدى العقد الماضي.... التشابهات المعاصرة لبوزويل التي ظهرت على أغلفة مجموعتي كلينغهام ولوستيج وأفسحت المجال أمام رسم كاريكاتوري حديث، أبعد حتى من الصورة المذهلة للدكتور جونسون التي زينت غلاف كتاب فانس. من المغري أن نقول إن النمط التطوري في الدراسات البوزويلية الحديثة يلخص مسار تحرر بوزويل من والده البديل الشهير».
كتب جيمس طومسون في سيل: دراسات في الأدب الإنجليزي 1500-1900 [الإنجليزية] أن تركيز الكتاب بدا في الأساس متعلقًا بالسيرة الذاتية: «ثلاثة فقط من المساهمات تتعلق بالتحليل الأدبي؛ أما الباقي فهو إلى حد كبير سيرة ذاتية ووصفية وليست تفسيرية. وهنا أيضًا يوجد افتتان مماثل بكتابات بوزويل المتناقضة. تستمر الشخصية «غير الناضجة دائمًا»، وكذلك «هوسه بشخصية الأب». بوزويل كشخصية تاريخية وليس بوزويل ككاتب أو نص هو ما يلفت الانتباه».

## أنظر أيضا
- التنوير عند بوزويل

## اللاحظات
1. ↑  إيرما لوستيغ هي باحثة مشاركة وعضو هيئة تدريس سابق في كلية برين ماور وييل، بالإضافة إلى جامعة بنسلفانيا، وتقدم دورات تتضمن تخصصاتها في الأدب البريطاني في القرن الثامن عشر (جونسون وبوزويل على وجه الخصوص). وهي عضو في لجنة تحرير طبعات ييل للأوراق الخاصة لجيمس بوزويل منذ عام 1979، وهي أيضًا المحررة بالتعاون مع الراحل فريدريك أ. بوتل [1]
2. ↑  مجلة ربع سنوية تهتم بالدراسات البريطانية

### فهرس
1. ↑  jamesboswell.info
2. ↑  Folkenflik 2000
3. ↑  Kullman 1996، صفحات 699-700
4. ↑  Sher 1996
5. ↑  Thompson 1996، صفحة 716

### المعلومات الكاملة للمراجع
- Folkenflik، Robert (2000). "Samuel Johnson: The Return of the Jacobites and Other Topics". Eighteenth-Century Studies. ج. 33 ع. 2: 289–299. DOI:10.1353/ecs.2000.0008. ISSN:0013-2586. JSTOR:30053692. S2CID:161227471.
- Kullman، Colby H. (1996). "Review of Boswell: Citizen of the World, Man of Letters". Albion: A Quarterly Journal Concerned with British Studies. ج. 28 ع. 4: 698–700. DOI:10.2307/4052058. ISSN:0095-1390. JSTOR:4052058.
- Sher، Richard B. (1996). "Review of James Boswell's Psychological Interpretations". Albion: A Quarterly Journal Concerned with British Studies. ج. 28 ع. 3: 496–497. DOI:10.2307/4052202. ISSN:0095-1390. JSTOR:4052202.
- Thompson، James (1996). "Recent Studies in the Restoration and Eighteenth Century". SEL: Studies in English Literature 1500–1900. ج. 36 ع. 3: 693–746. DOI:10.2307/450806. ISSN:0039-3657. JSTOR:450806.
- "Irma S. Lustig | James Boswell". www.jamesboswell.info. مؤرشف من الأصل في 2024-05-10. اطلع عليه بتاريخ 2024-05-10.